# Acraea regalis
Acraea regalis är en fjärilsart som beskrevs av Charles Oberthür 1893. Acraea regalis ingår i släktet Acraea och familjen praktfjärilar. Inga underarter finns listade i Catalogue of Life.